# Viktor Lundblad
Viktor Fredrik Lundblad, född 21 april 1996, är en svensk politiker (moderat). Sedan 2022 är han kommunalråd och kommunstyrelsens ordförande i Lerums kommun.